# Styrodur
Pour les articles homonymes, voir Polystyrène (homonymie).
Le Styrodur (marque déposée) est un panneau de polystyrène extrudé (PSX) utilisé comme isolant thermique. Insensible à l'eau, il est généralement de couleur verte ou jaune.